# Зло
Зло — категорія етики, протилежна добру. Все, що викликає в нас незадоволення, огиду, або взагалі оцінюється нами негативно і протиставляється благу.

## Види зла
Розрізняють чотири види зла:
- фізичне — все, що заподіює страждання, наприклад, хвороба.
- моральне — порушення велінь етичного закону, викликає осуд.

Моральне зло присутнє тоді, коли негативні явища й процеси дійсності постають як наслідок свідомого волевизначення суб’єкта. Отже, це те зло, яке обирає людина [Малахов В. Етика — К. : Либідь, 1996. — С. 96]. Можна виділити два основних його види: 
1) перший постає як активне самоствердження за рахунок інших, 
2) другий – виражається у небажанні чинити опір зовнішньому впливу, власним “злим” схильностям і потягам. 
Ці види морального зла визначають як ворожість та розпущеність. Спільною та визначальною для обох є санкція людської волі. 
Якщо розпущеність, виявляючись у підпорядкуванні зовнішнім обставинам та власним нахилам, призводить до перетворення суб’єктом себе на пасивний предмет, то ворожість – навпаки. Варто також зазначити той факт, що якщо людина не чинить опору своїм слабостям, оскільки фізично або психічно не здатна їм протистояти, – мова не йде про моральне зло. Це стає злом лиш тоді, коли людина свідомо потурає цим слабостям та самоутверджується.
Ворожість розкривається в пануванні суб’єкта над людьми та навколишнім світом, реалізується у таких почуттях як гнів, ненависть, і такій особистій якості як агресивність, що виявляється у прагненні до жорстокості, руйнації та насилля.
- соціальне — невідповідність громадської і державної організації ідеї справедливості, наприклад, нерівномірний розподіл благ між класами.
- метафізичне — недосконалість, витікає з природи буття взагалі і природи людини зокрема.

## Пояснення зла
Релігія і філософія намагаються пояснити походження зла у світі і сумісність його з добротою божества, з розумом і добром.
- дуалізм — зло внаслідок існування двох незалежних начал (Бог і Сатана, дух і матерія, (Ормузд і Аріман))
- поняття добра і зла суб'єктивні, в природі немає ні добра, ні зла (Гоббс і Спіноза)
- наслідок свободи волі, без якої було неможливе саме добро (Теодицій та Лейбніц)
- зло — це відсутність добра (Фома Аквінський та вчення Григорія Ніського)